# Les Combattantes
Les Combattantes (bra: Guerreiras) é uma minissérie de televisão franco-belga criada por Camille Treiner e Cécile Lorne. A série é uma coprodução da Quad Drama, TF1, AT-Production e RTBF, em associação com Netflix.
A série acompanha o destino de quatro mulheres durante a Primeira Guerra Mundial: uma freira, uma enfermeira feminista, uma prostituta e uma viúva que se tornou dona de uma fábrica de caminhões.

## Sinopse
Em 1914, durante a Primeira Guerra Mundial, os destinos de quatro mulheres se cruzam: Marguerite de Lancastel, uma misteriosa prostituta parisiense; Caroline Dewitt, promovida à chefia da fábrica da família; Madre Agnès, Madre Superiora de um convento requisitado; e Suzanne Faure, uma enfermeira feminista.

## Elenco
- Bordel
  - Audrey Fleurot como Marguerite de Lancastel
  - Yannick Choirat como  Marcel Dumont
  - Florence Loiret Caille como  Yvonne Dumont
  - Eden Ducourant como  Juliette
  - Emmanuelle Bouaziz como Florence
  - Juliette Poissonnier como  Alice
  - Lilea Le Borgne como  Solange
  - Laure Franquès como Catherine
  - Candice Pauilhac como  Odile
  - Bérénice Ouedraogo como  Irène
- Convento
  - Julie de Bona como Madre Agnès
  - Camille Lou como  Suzanne Faure
  - Tom Leeb como  Major Joseph Duvernet
  - Laurent Gerra como  Abbé Vautrin
  - Marie Mallia como Irmã Geneviève
  - Maeva Dambron como Irmã Clarence
  - Bélinda Portoles como Irmã Bélinda
- Fábrica de caminhões
  - Sofia Essaïdi como Caroline Dewitt
  - Sandrine Bonnaire como Éléonore Dewitt
  - Grégoire Colin como Charles Dewitt
  - Lionel Erdogan como Victor Dewitt
  - Stacy Grewis Belotti como Madeleine Dewitt
  - Michaël Vander-Meiren como Jean
  - Aurélie Boquien como Denise
  - Catherine Artigala como Germaine
- Exército francês
  - Tchéky Karyo como General Duvernet
  - Maxence Danet-Fauvel como Tenente Colin de Renier
  - Édouard Eftimakis como Tenente Léon Duvernet
  - Mikaël Mittelstadt como Gustave, conhecido como Gus
  - Thomas Salsmann como Brief
  - Jérémy Wulc como Tenente Passembec
  - Hervé Sogne como Coronel Keller
  - Samuel Giuranna como Coronel Lehmann
  - Nicolas Van Beveren como Capitão Maurice Delille
- Outros
  - Romane Portail como Jeanne Charrier
  - Vincent Rottiers como Lucien Charrier
  - Cassiopée Mayance como Claudine
  - Pascal Houdus como Till von Hoffstaten
  - Jean-Michel Noirey como  Presidente Raymond Poincaré
  - Noam Morgensztern como Louis Compoing

## Recepção
No Rotten Tomatoes, série detém um índice de 83% de aprovação, com base em seis avaliações, com uma nota média de 6/10. Joel Keller escreveu em sua crítica no Decider, escreveu: "Women At War começa um pouco seco, mas ao final do primeiro episódio, os espectadores podem ver que o drama começará a se intensificar, além da violência inerente à guerra".
Kayleigh Dray escreveu para o Stylist: "As reações à série foram amplamente positivas, com muitos elogiando suas complexas personagens femininas, excelentes reviravoltas e capacidade inabalável de retratar 'os verdadeiros horrores da Primeira Guerra Mundial, tanto no campo quanto fora dele. Outros, entretanto, agradeceram aos produtores por adotarem uma abordagem não exploradora ao tecer as histórias das quatro mulheres no centro. E muitos também elogiaram os cineastas por todos esses panoramas incríveis do interior francês devastado pela guerra".